# Sauromalus ater
Sauromalus ater là một loài thằn lằn trong họ Iguanidae. Loài này được Duméril mô tả khoa học đầu tiên năm 1856.

## Hình ảnh

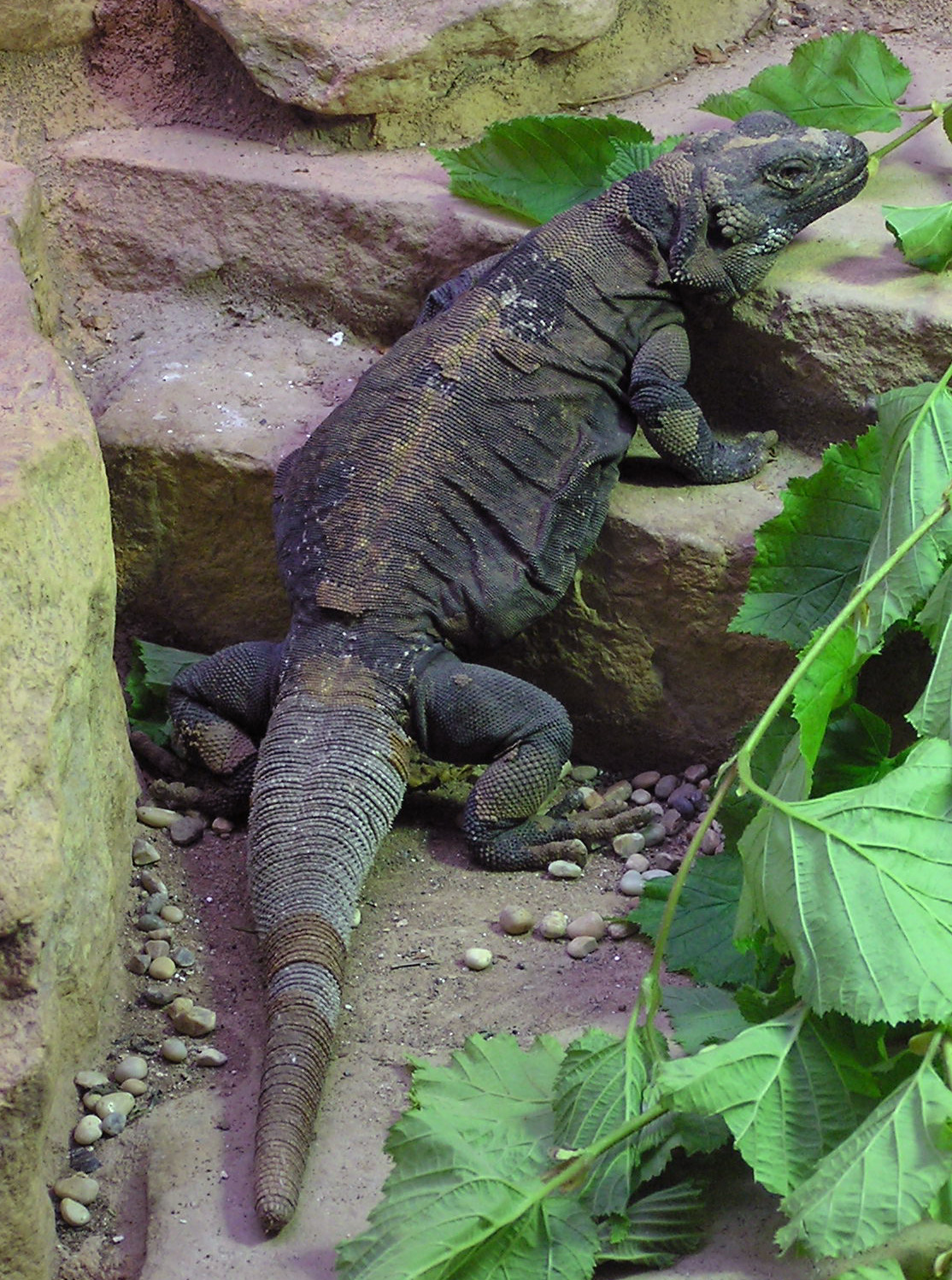
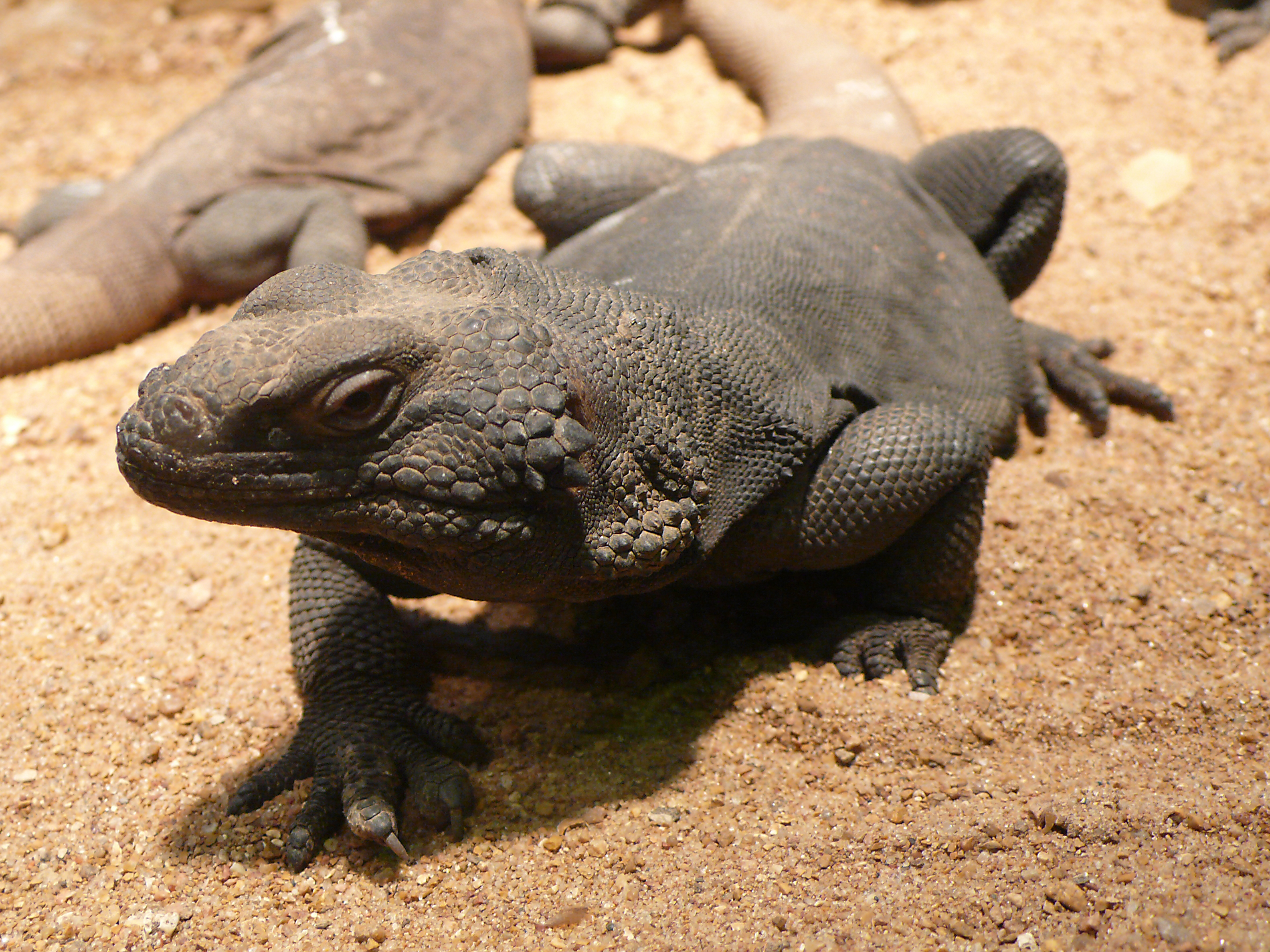
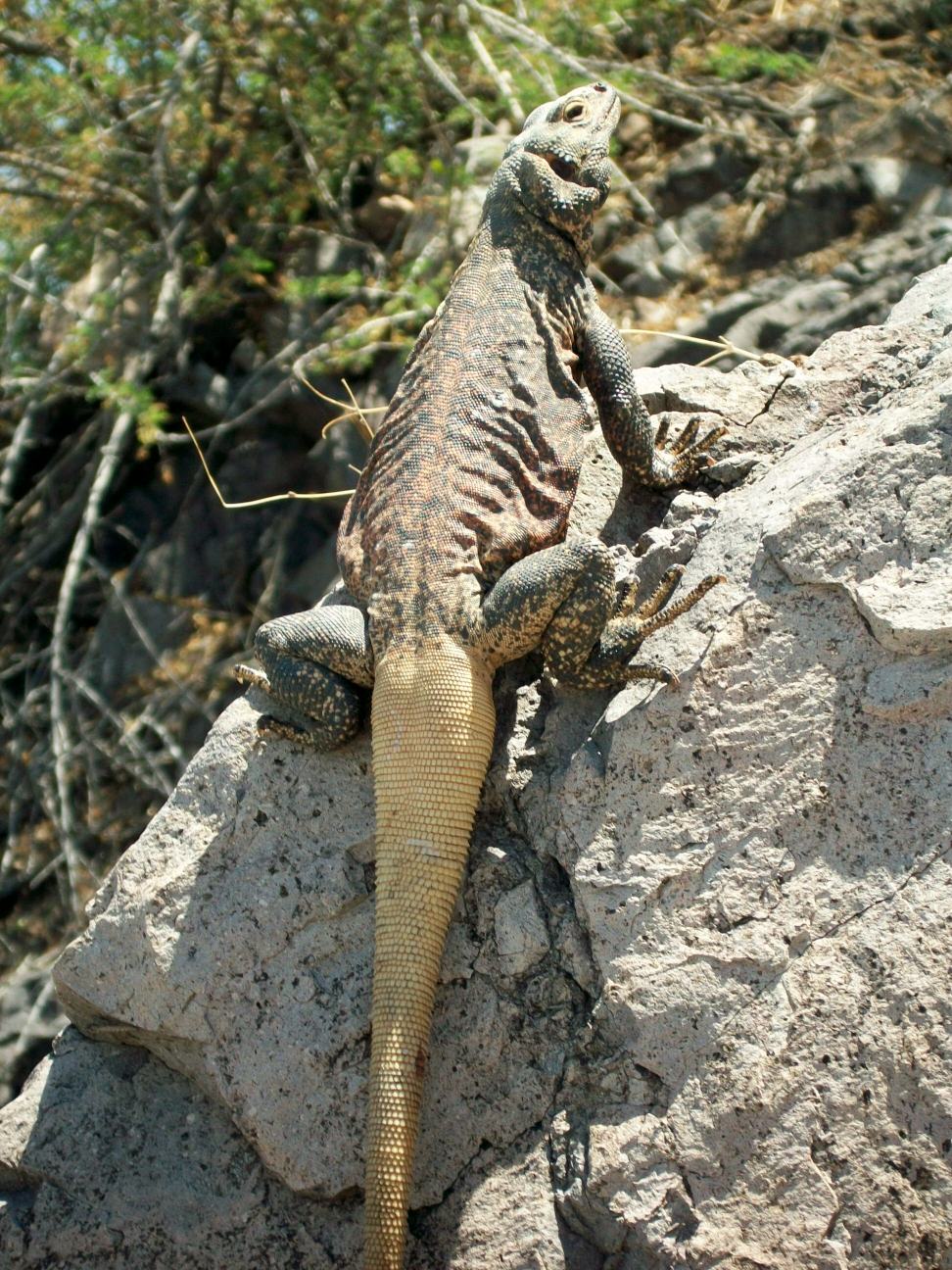
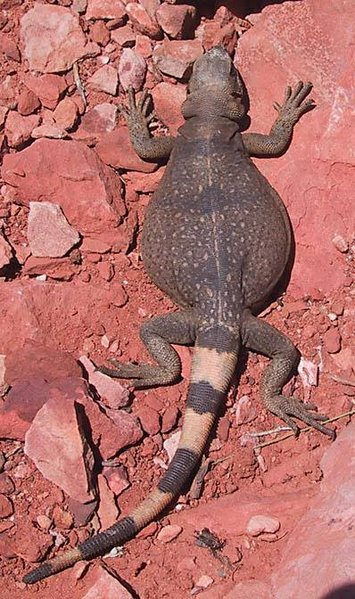